# Decébalo
Decébalo - (em latim: Decebalus; em romeno: Decebal) foi o último rei da Dácia (atual Romênia). Reinou entre os anos 87 e 106. Enfrentou os romanos que, durante o reinado do imperador Trajano tentavam invadir seu país, conquistá-lo e convertê-lo em uma província do Império Romano.

## História
Em 87 d.C., o imperador Domiciano tentou conquistar a Dácia. Os romanos foram derrotados por duas vezes (87 e 88) em Tapas (próximo a Bucov na atual Romênia). As legiões de Roma enfrentaram uma guerra de emboscadas promovida pelos dácios. 

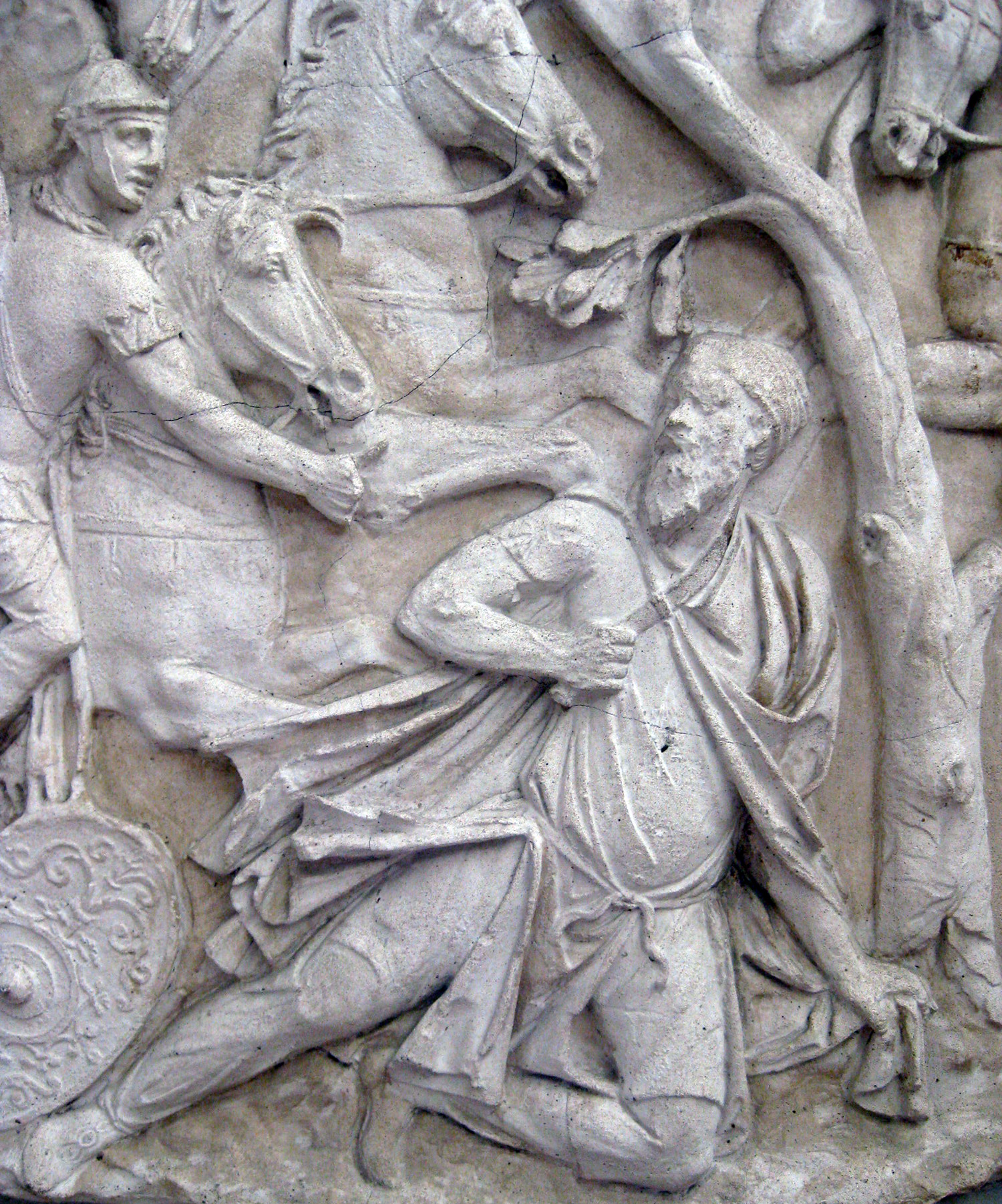
Decébalo cometendo suicídio, num detalhe da Coluna de Trajano.

Após a segunda vitória dos dácios, o líder Diurpaneu (assim chamado pelos romanos) adotou o nome Decébalo. No mesmo período, uma tentativa de invasão dos bárbaros no ocidente impediu os romanos de levarem adiante esta tentativa de conquista. 
Em 98 d.C. com a morte de Nerva, Trajano tornou-se o novo imperador. As campanhas militares com o objetivo de expansão territorial iniciadas por ele levaram o Império Romano à sua máxima extensão.
Humilhados por duas derrotas seguidas frente aos dácios, os romanos empreenderam uma terceira invasão. Em 101 d.C., na Segunda Batalha de Tapas, Decébalo foi derrotado. A Dácia então tornou-se um estado satélite de Roma com um rei indicado pelos conquistadores.
Determinado prosseguir com sua luta, Decébalo novamente derrotou os romanos em 104 d.C.. Isto iniciou uma violenta reação de Roma. A capital dácia, Sarmizegetusa,  sofreu um prolongado cerco e em 106 d.C., percebendo que a derrota era inevitável e, para não ser feito prisioneiro pelos romanos, Decébalo suicidou-se.

## Homenagem

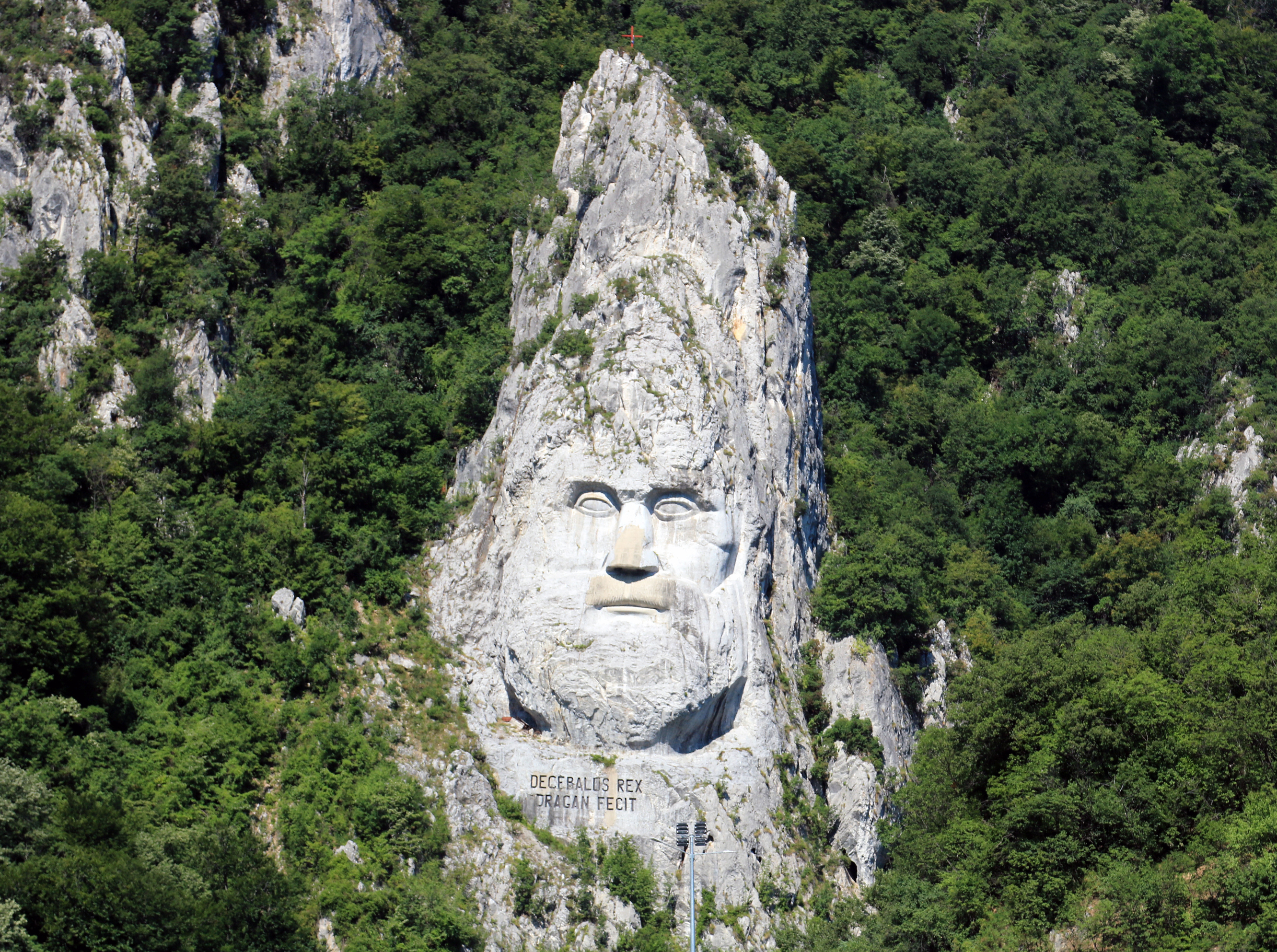
Ecultura de Decébalo em Orşova.

Uma estátua de 40 metros de altura esculpida em pedra (a mais alta deste tipo na Europa) está localizada próximo à cidade de Orşova na Romênia. A ideia para sua construção partiu do empresário de historiador romeno-italiano Iosif Constantin Drăgan (1917-2008).
Sua construção durou 10 anos (1994 - 2004), custou aproximadamente 1 milhão de dólares e empregou o trabalho de 12 escultores.
Em sua base lê-se a seguinte inscrição em latim: "DECEBALOS REX - DRAGAN FECIT" (Rei Decébalo esculpido por Dragan).